# Lamas de Mouro
Lamas de Mouro és una freguesia portuguesa del concelho de Melgaço, amb 17,31 km² de superfície i 148 habitants (2001). La seva densitat de població és de 8,5 hab/km².

## Galeria

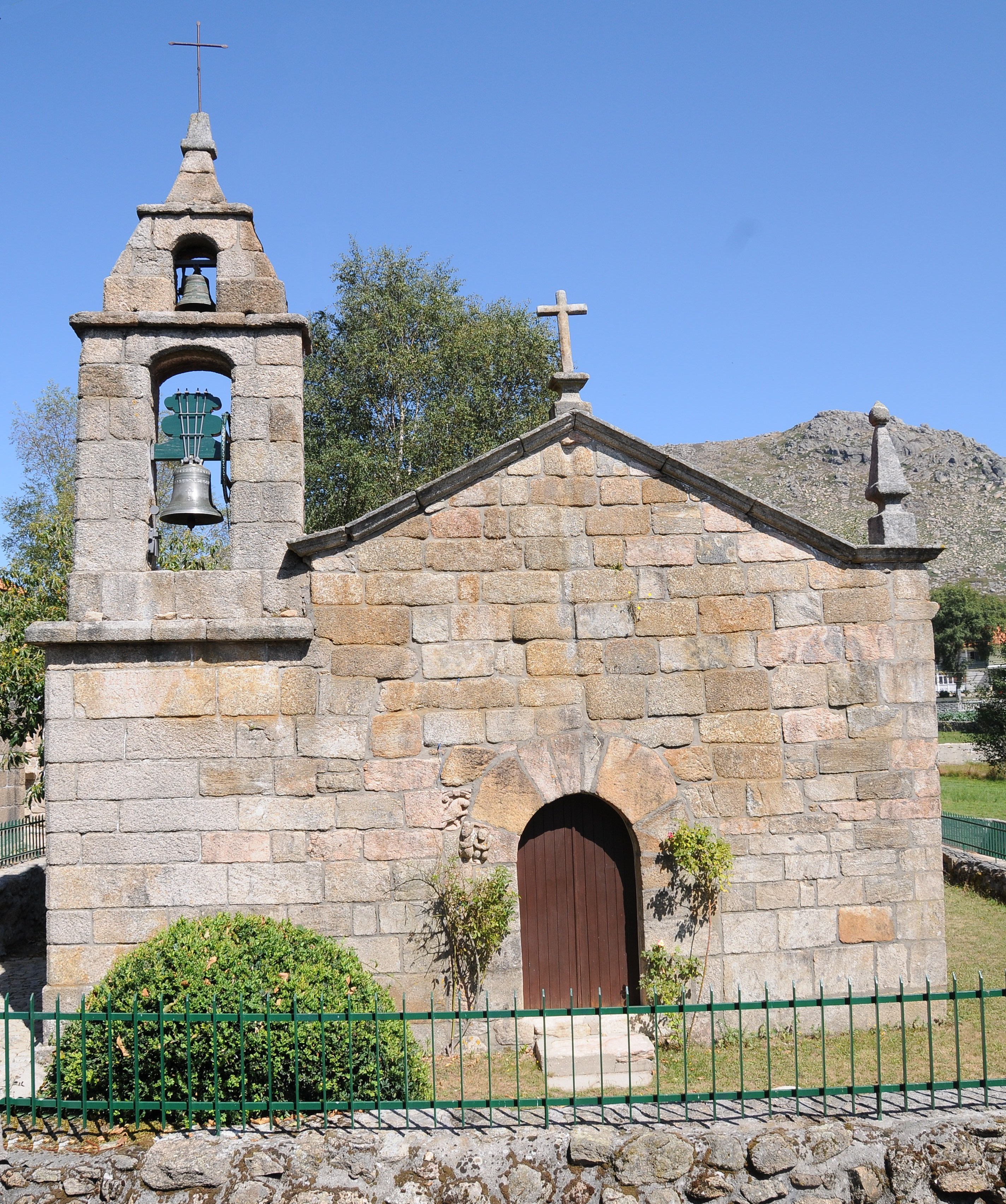
Església de Llepis de Mouro.